# Веццано-Лігуре
Веццано-Лігуре, Веццано-Ліґуре (італ. Vezzano Ligure, ліг. Vessan Ligure) — муніципалітет в Італії, у регіоні Лігурія,  провінція Спеція.
Веццано-Лігуре розташоване на відстані близько 330 км на північний захід від Рима, 85 км на схід від Генуї, 8 км на північний схід від Спеції.
Населення — 7131 особа (2023).

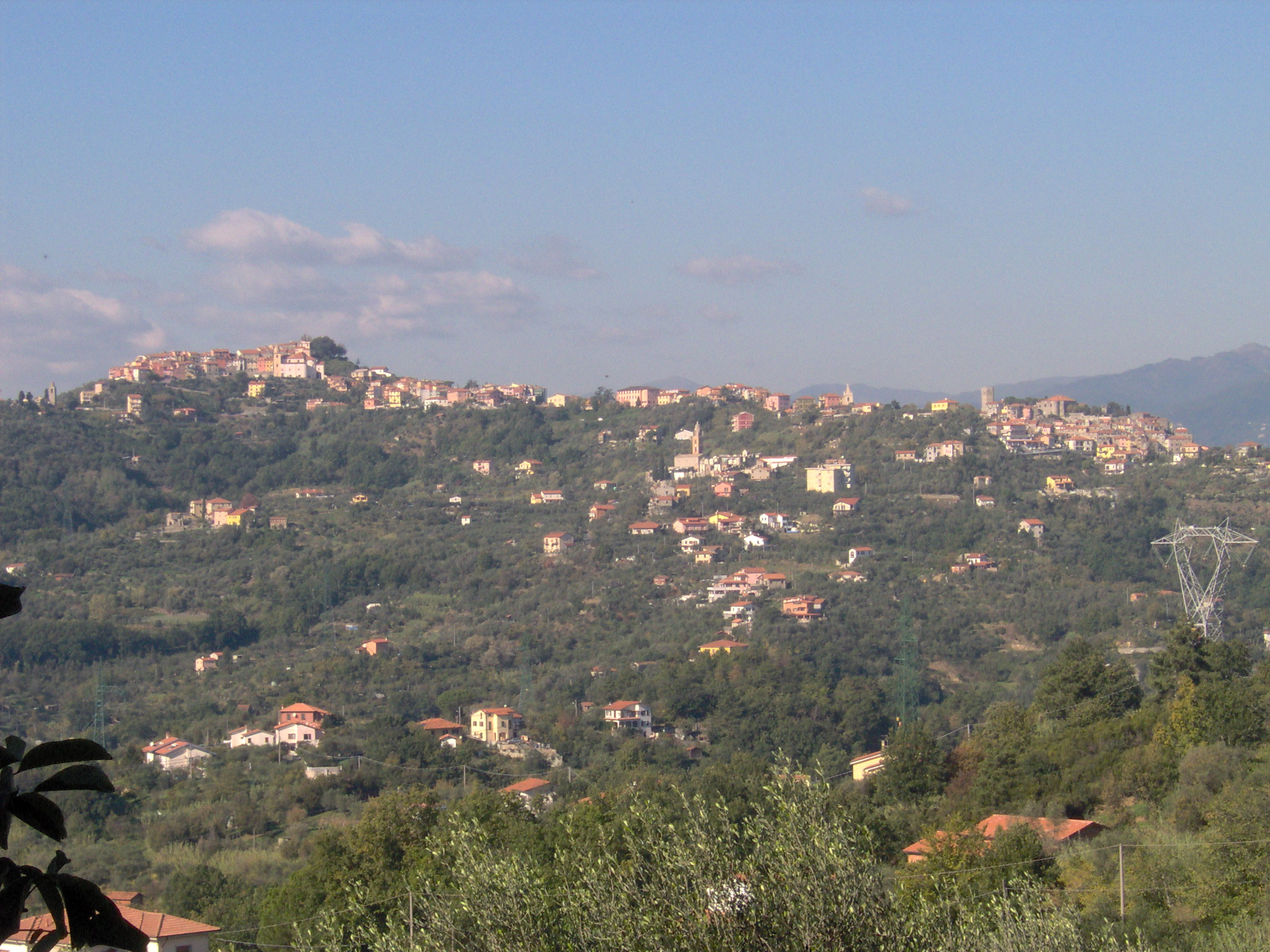

Щорічний фестиваль відбувається 3 червня. Покровитель — Santa Maria.

## Демографія
Населення за роками:

Станом на 1 січня 2023 року в муніципалітеті офіційно проживало 446 іноземців з 45 країн, серед них 147 громадян країн Євросоюзу та 12 громадян України.

## Сусідні муніципалітети
- Аркола
- Болано
- Фолло
- Ла-Спеція
- Санто-Стефано-ді-Магра
- Сарцана
- Аулла